# Baling, Hubei
Baling (kinesiska: 坝陵) är ett stadsdelsdistrikt i Kina. Den ligger i Dangyang i provinsen Hubei, i den centrala delen av landet, omkring 240 kilometer väster om provinshuvudstaden Wuhan. Antalet invånare är 54 384. Befolkningen består av 27 087 kvinnor och 27 297 män. Barn under 15 år utgör 11,0 %, vuxna 15-64 år 78 %, och äldre över 65 år 10,0 %.
Runt Baling är det ganska tätbefolkat, med 248 invånare per kvadratkilometer. Baling är det största samhället i trakten. Trakten runt Baling består till största delen av jordbruksmark.
Genomsnittlig årsnederbörd är 1 199 millimeter. Den regnigaste månaden är augusti, med i genomsnitt 174 mm nederbörd, och den torraste är december, med 14 mm nederbörd.